# Че Джин Хьок
Че Джин Хьок (на корейски: 최진혁, роден като Ким Те Хо) е южнокорейски актьор. Ролята му на горски дух (гумихо) във фентъзи сериала от 2013 г. „Книгата на семейство Гу“ привлича вниманието на публиката и го превръща в звезда. Бързо следват водещи роли в популярните драми „Любовна реанимация“, „Гордост и предразсъдъци“, „Тунел“, „Дяволска наслада“ и „Ругал“.

## Биография
Че Джин Хьок е роден на 9 февруари 1986 г. в град Мокпо, Южна Корея.
Висок е 186 см, зодия Риби.
Задължителната си военна служба започва на 31 март 2015 г. Избира да служи като активен войник. Освободен е от армията 7 месеца по-късно, заради сериозна контузия в коляното.

## Кариера
Ким Те Хо навлиза в света на развлекателната индустрия през 2006 г., след като печели голямата награда в риалити шоуто за таланти на KBS "Survival Star Audition".
Приема артистичния си псевдоним Че Джин Хьок през 2010 г., преди ролята си в драмата „Всичко е наред, дъще“.
Пробив в кариерата си прави през 2013 г. в историческата фентъзи драма „Книгата на семейство Гу“. След това получава поддържащи роли в два големи проекта: телевизионната драма на писателя Ким Юн Сук „Наследниците“ и екшън филма „Божественият ход“.
През 2014 г. Джин Хьок поема първата си главна роля в романтично-комедийната медицинска поредица „Любовна реанимация“. А през 2017 г., след освобождаването си от армията, се завръща на телевизионния екран с криминалната трилър драма „Тунел“.
През 2020 г. участва в научнофантастичната екшън драма „Ругал“ и „Зомби детектив“.
През февруари 2023 г. Че Джин Хьок е планирал фен среща 'With You' в Тайван.

## Филмография

### Филми
| Година | Заглавие               | Роля        | Забележка         |
| ------ | ---------------------- | ----------- | ----------------- |
| 2012   | Любовна клиника        | Пак Мин Су  |                   |
| 2013   | Началото на една мечта | Ким Джун Су | късометражен филм |
| 2014   | Божественният ход      | Сон Су      |                   |
| 2015   | Koisuru Vampire        | Майк        |                   |

### Сериали
| Година      | Заглавие                            | Роля                    | Забележка             |
| ----------- | ----------------------------------- | ----------------------- | --------------------- |
| 2006        | Rainbow Romance                     | ученик                  |                       |
| 2006 – 2007 | Just Run!                           | И Хьок Джин             |                       |
| 2007        | A Neighborhood for Young People     | Ким Бьон Юнг            |                       |
| 2007 – 2008 | Belle                               | О Че Хьок               |                       |
| 2008        | Nine-tailed Fox                     | Хьо Мун                 |                       |
| 2008 – 2009 | My Precious You                     | Ха Донг У               |                       |
| 2009        | Come with Me to Hell                | И Ранг                  |                       |
| 2010        | Паста                               | Сун У Док               |                       |
| 2010 – 2011 | Всичко е наред, дъще                | Че Хьок Ки              |                       |
| 2011        | I Need Romance                      | Пе Сонг Хьон            |                       |
| 2011 – 2012 | My Daughter the Flower              | Гу Санг Хьок            |                       |
| 2012        | Г-ца Панда и г-н Таралеж            | Че Уон Ил               |                       |
| 2013        | Книгата на семейство Гу             | Гу Уол Рьонг            |                       |
| 2013        | Наследниците                        | Ким Уон                 |                       |
| 2014        | Любовна реанимация                  | О Чанг Мин              |                       |
| 2014        | Flower Grandpa Investigation Unit   | младият И Джун Хьок     | специално участие     |
| 2014        | Ти си моята съдба                   | Даниел Пит              |                       |
| 2014 – 2015 | Гордост и предразсъдъци             | Гу Донг Чи              |                       |
| 2017        | Тунел                               | Пак Гуанг Хо            |                       |
| 2018        | Дяволска наслада                    | Гонг Ма Сонг            |                       |
| 2018 – 2019 | Последната императрица              | На Уанг Шик / Чон У Бин |                       |
| 2019        | Справедливост                       | И Те Кьонг              |                       |
| 2019        | Flower Crew: Joseon Marriage Agency | полицейски служител     | спец. участие (еп. 5) |
| 2020        | Ругал                               | Канг Ки Бом             |                       |
| 2020        | Зомби детектив                      | Ким Му Йонг             |                       |
| 2020 – 2021 | Господин Кралица                    | Чанг Бонг Хуан          | специално участие     |
| 2021        | Сирена                              | Че Те Сънг              |                       |
| 2023        | Числа                               | Хан Сънг Чо             |                       |

## Награди
| Церемония                  | Година | Категория                                                                    | Номинация за                                       | Резултат  |
| -------------------------- | ------ | ---------------------------------------------------------------------------- | -------------------------------------------------- | --------- |
| APAN Star Awards           | 2013   | Най-добър нов актьор                                                         | Книгата на семейство Гу                            | Спечелил  |
| Asia Rainbow TV Awards     | 2014   | Изключителен актьор в поддържаща роля                                        | Книгата на семейство Гу                            | Спечелил  |
| Baeksang Arts Awards       | 2014   | Най-добър нов актьор – телевизия                                             | Книгата на семейство Гу                            | Номиниран |
| Blue Dragon Film Awards    | 2014   | Най-добър нов актьор                                                         | Божественият ход                                   | Номиниран |
| DramaFever Awards          | 2015   | Най-добра екранна двойка                                                     | Че Джин Хьок със Сонг Джи Хьо Любовна реанимация   | Номиниран |
| Grand Bell Awards          | 2014   | Най-добър нов актьор                                                         | Божественият ход                                   | Номиниран |
| KBS Drama Awards           | 2019   | Excellence Award – най-добър актьор в минисериал                             | Справедливост                                      | Номиниран |
| KBS Drama Awards           | 2019   | Netizen Award – най-добър актьор                                             | Справедливост                                      | Номиниран |
| KBS Drama Awards           | 2019   | Най-добра екранна двойка                                                     | Че Джин Хьок с Нана Справедливост                  | Номиниран |
| KBS Drama Awards           | 2020   | Excellence Award – най-добър актьор в минисериал                             | Зомби детектив                                     | Номиниран |
| KBS Drama Awards           | 2021   | Най-добър актьор в Драма Спешъл                                              | Drama Special – Сирена                             | Номиниран |
| KBS Entertainment Awards   | 2020   | Best Challenge Award                                                         | Зомби детектив                                     | Спечелил  |
| KBS Survival Star Audition | 2006   | Grand Prize (Daesang)                                                        | Че Джин Хьок                                       | Спечелил  |
| Korea Drama Awards         | 2014   | Excellence Award – най-добър актьор                                          | Наследниците                                       | Номиниран |
| MBC Drama Awards           | 2013   | Най-добър нов актьор                                                         | Книгата на семейство Гу                            | Номиниран |
| MBC Drama Awards           | 2014   | Excellence Award – най-добър актьор в драма                                  | Гордост и предразсъдъци                            | Спечелил  |
| MBC Drama Awards           | 2014   | Най-популярен актьор                                                         | Гордост и предразсъдъци                            |           |
| MBC Drama Awards           | 2014   | Най-добра екранна двойка                                                     | Че Джин Хьок с Пек Джин Хи Гордост и предразсъдъци | Номиниран |
| SBS Drama Awards           | 2013   | Награда за нова звезда                                                       | Наследниците                                       | Спечелил  |
| SBS Drama Awards           | 2018   | Top Excellence Award – най-добър актьор драма, излъчвана в сряда и четвъртък | Последната императрица                             | Спечелил  |
| SBS Entertainment Awards   | 2021   | Grand Prize (Daesang)                                                        | Моето малко старо момче (телевизионно шоу)         | Спечелил  |
| Style Icon Awards          | 2013   | Best K-Style Award                                                           | Че Джин Хьок                                       | Спечелил  |
| Style Icon Awards          | 2014   | Top 10 стил икони                                                            | Че Джин Хьок                                       | Номиниран |